# Gustavo Varela
Gustavo Varela est un footballeur international uruguayen né le 14 mai 1978 à Montevideo. 

## Carrière
- 1998 - 2002 :  Nacional
- 2002 - déc 2008 :  Schalke 04[1]
- 2009 - :  Nacional